# Lord Afrifa
Lord Afrifa (* 5. Juni 2006) ist ein ghanaischer Fußballspieler.

## Karriere
Afrifa begann seine Karriere beim Great Corinthians FC. Im September 2024 wechselte er nach Österreich zur zweiten Mannschaft des SK Sturm Graz, bei dem er einen bis 2026 laufenden Vertrag erhielt.
Sein Debüt in der 2. Liga gab er im selben Monat, als er am siebten Spieltag der Saison 2024/25 gegen den SC Austria Lustenau in der 86. Minute für Gabriel Haider eingewechselt wurde.